# Team Gerolsteiner

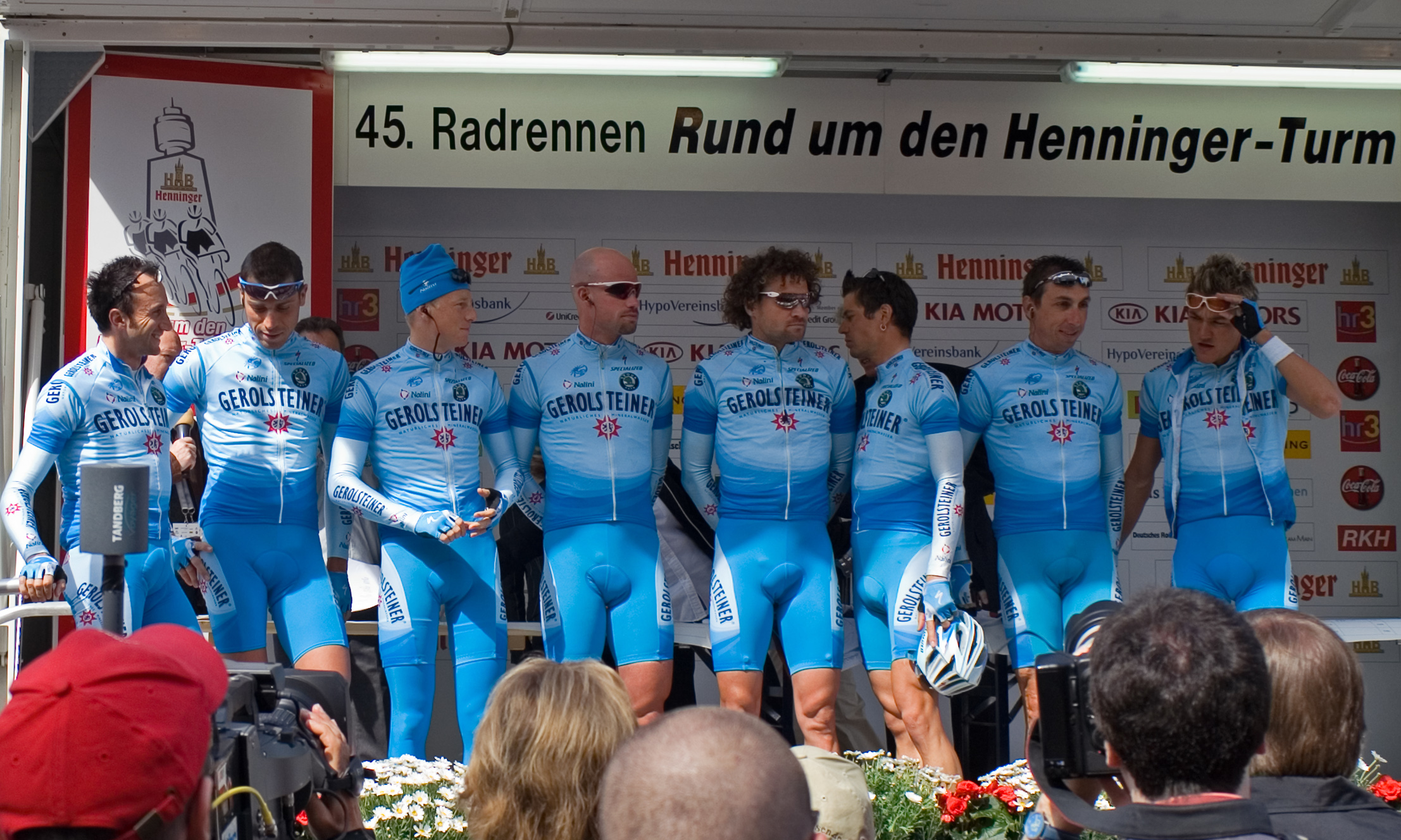
Rund um den Henninger-Turm (2006)

Das Team Gerolsteiner war ein von 1997 bis 2008 bestehendes deutsches Radsportteam, das zuletzt den Status eines UCI ProTeam innehatte. Die Mannschaft wurde vom Getränkehersteller Gerolsteiner Brunnen finanziert.

## Geschichte
Das Team wurde im Jahr 1997 als Schauff Öschelbronn professional cycling team  – benannt nach dem Radhersteller Schauff – von Teamchef Hans-Michael Holczer gegründet. Seit 1999 trug es den Namen Team Gerolsteiner, nachdem Gerolsteiner das Sponsoring des gleichnamigen von Dieter Koslar geleiteten und 1998 gegründeten Teams einstellte und die Mannschaft von Holczer unterstützte.
Mit der Verpflichtung von Georg Totschnig im Jahr 2001 gelang dem Team der Sprung in die GS-I-Kategorie. Für das Jahr 2003 qualifizierte man sich erstmals für die Tour de France und Ex-Profi Reimund Dietzen übernahm die Aufgabe des Sportlichen Leiters von Rolf Gölz. Am 4. September 2007 gab Gerolsteiner bekannt, den bis Ende 2008 laufenden Vertrag nicht zu verlängern. Ein Nachfolgesponsor wurde nicht gefunden, so dass sich Teamchef Holczer am 28. August 2008 gezwungen sah, die Auflösung des Teams zum Ende der Saison 2008 bekannt zu geben.
Am 14. Oktober 2008 teilte das Team Gerolsteiner mit, sich aufgrund der positiven Dopingproben (A-Proben) von Stefan Schumacher und Bernhard Kohl bei der Tour de France nicht erst zum Saisonende, sondern mit sofortiger Wirkung aus dem Radsport zurückzuziehen.

## Erfolge

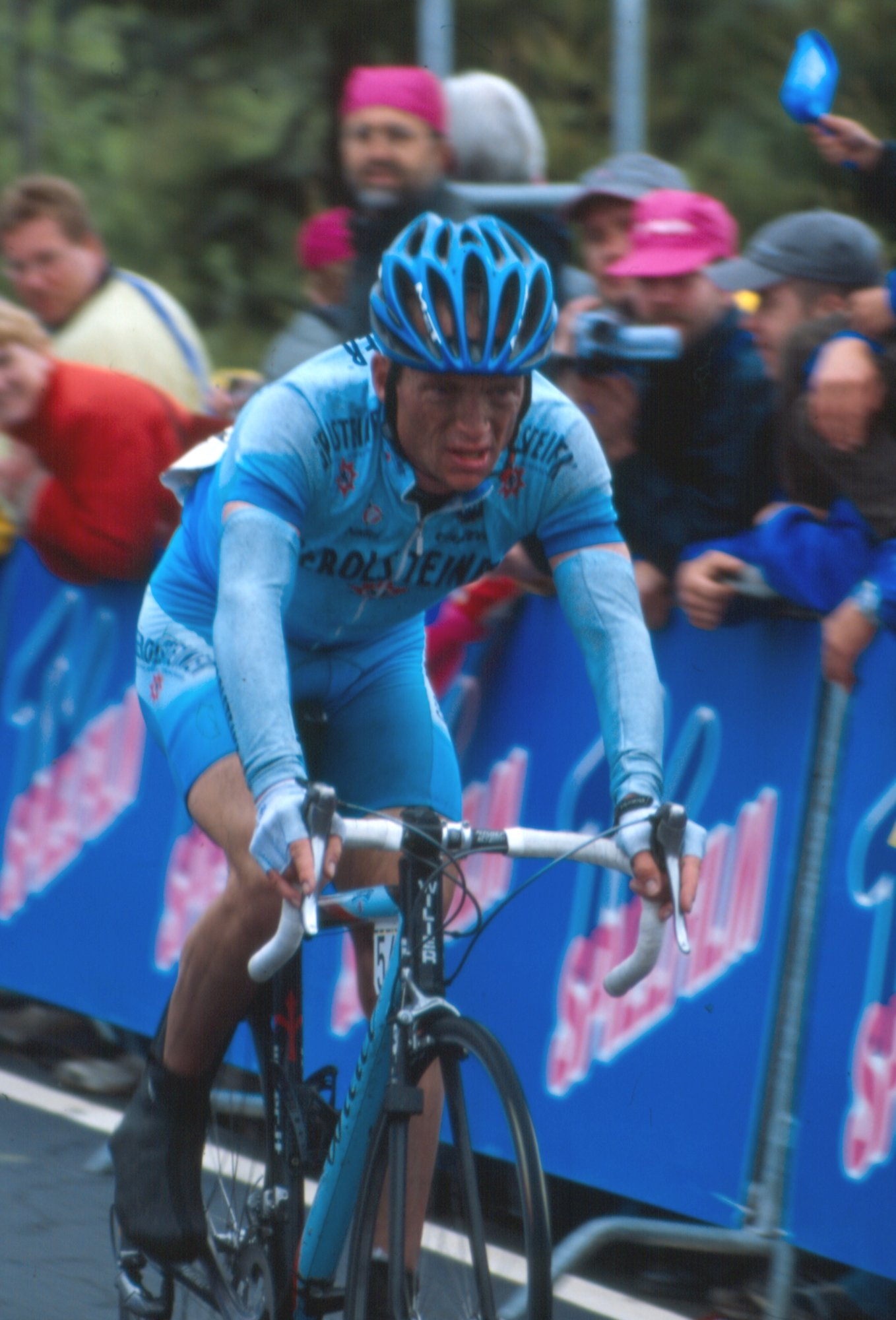
Uwe Peschel bei der Deutschlandtour 2004 für das Team Gerolsteiner

Der erste nennenswerte Erfolg nach der Gründung des Teams war der Gewinn der Mannschaftswertung bei der Österreich-Rundfahrt 1999.
In der Folge gelangen den Fahrern des Teams Gerolsteiner auch mehrere internationale Erfolge sowie zahlreiche nationale Einzelzeitfahr-Meistertitel und Straßenmeisterschaften durch Michael Rich, Uwe Peschel und Georg Totschnig. Zum Beispiel siegten Uwe Peschel (2002) und Michael Rich (2003 und 2004) beim Grand Prix des Nations. In den Jahren 2000, 2002 und 2004 wurde Michael Rich und im Jahr 2003 Uwe Peschel Vizeweltmeister im Einzelzeitfahren.
Beim Giro d’Italia konnte der Teamleader Georg Totschnig einen siebenten (2002) und einen fünften Gesamtrang (2003) erreichen. Ein Jahr darauf gewann Fabian Wegmann das Maglia Verde beim Giro d’Italia. Im Jahr 2003 kam Davide Rebellin neu zum Team Gerolsteiner und errang gleich einen Etappensieg und einen dritten Gesamtrang bei Paris–Nizza. Weitere Siege folgten im Jahr 2004, u. a. beim Amstel Gold Race, La Flèche Wallonne und bei Lüttich–Bastogne–Lüttich durch Davide Rebellin, der Weltcupzweiter wurde.
Bei der Tour de France 2005 erkämpfte sich der Neuzugang Levi Leipheimer den sechsten Platz der Gesamtwertung. Außerdem siegte Georg Totschnig auf der 14. Etappe in den Pyrenäen, was den ersten Gerolsteiner-Sieg auf einer Tour-Etappe überhaupt bedeutet. Bei der Königsetappe der Deutschland Tour 2005 mit Ankunft in Sölden gab es einen Doppelsieg (Levi Leipheimer vor Georg Totschnig) für das Team Gerolsteiner. Levi Leipheimer gewann schließlich auch die Gesamtwertung. Georg Totschnig belegte den dritten Gesamtrang. Weitere Etappensiege bei Rundfahrten gab es für Heinrich Haussler (Vuelta a España) und Fabian Wegmann (Polen-Rundfahrt). Michael Rich gewann darüber hinaus die Rheinland-Pfalz-Rundfahrt und die Bayern-Rundfahrt und Fabian Wegmann den GP San Francisco und den Grand-Prix Schwarzwald. Team Gerolsteiner siegte auch beim ersten Mannschaftszeitfahren Eindhoven.
Das Jahr 2008 schien zunächst das erfolgreichste Jahr des Teams zu werden. Auf der 8. und der 20. Etappe der Tour de France 2008 gewann Stefan Schumacher beide Einzelzeitfahren der Tour und trug zwei Tage lang das Gelbe Trikot. Bernhard Kohl konnte mit 128 Bergpunkten (48 Punkte Vorsprung auf den Zweitplatzierten) als erster Österreicher die Bergwertung und damit das maillot à pois rouges gewinnen. In der Gesamtwertung konnte er den 3. Platz belegen. Beide Rennfahrer wurden allerdings im Oktober 2008 nachträglich in der A-Probe positiv auf CERA getestet. Teamchef Holczer gab daraufhin seinen Ausstieg aus dem Radsport bekannt. Für die Lombardeirundfahrt kündigte das Team seinen Verzicht an.

## Saison 2006
Den ersten Saisonsieg konnte David Kopp bei der Mallorca Challenge im Februar einfahren. Der erste ProTour-Erfolg des Jahres holte einen Monat später der Schweizer Markus Zberg mit einem Etappensieg bei Paris–Nizza. Fabian Wegmann konnte neben seinem Sieg beim GP Miguel Induráin bei den Frühjahrsklassikern der ProTour einige Top-Ten-Platzierungen holen und David Kopp wurde Zweiter bei Gent–Wevelgem. Hinzu kamen Siege bei kleineren Rundfahrten.
Im Mai startete das Team in den Giro d’Italia. Ohne einen richtigen Kapitän gestartet, konnte man die Rundfahrt sehr erfolgreich gestalten. Stefan Schumacher gewann zwei Etappen und trug einige Tage das rosa Trikot des Spitzenreiters, Robert Förster konnte die Schlussetappe gewinnen.
Bei der Dauphiné Libéré setzte zuerst Fabian Wegmann mit seinem Sieg auf der ersten Etappe Akzente. Später auf den Bergetappen war es Levi Leipheimer, der die Farben des Teams präsentierte. Leipheimer gewann die Rundfahrt und empfahl sich als für den engeren Favoritenkreis für die Tour de France.
Seine Chancen standen noch besser, als die Topfavoriten Jan Ullrich, Ivan Basso und Alexander Winokurow auf Grund des Dopingskandal Fuentes nicht teilnehmen konnten. Fabian Wegmann war der erste Träger des Gepunkteten Trikots der Tour, musste es aber nach nur einem Tag wieder abgeben. Für Leipheimer war schon nach dem ersten Einzelzeitfahren der Traum vom Tour-Sieg vorbei, als er mehr als fünf Minuten verlor. Auf der zweiten Bergetappe konnte er sich wieder von einer besseren Seite präsentieren und wurde knapp geschlagen Zweiter. Positiv konnte Markus Fothen herausragen. Er überzeugte im Zeitfahren und in den Bergen und trug lange Zeit das weiße Trikot des besten Jungprofis. Vor dem letzten Zeitfahren schien es nur noch Formsache zu sein, dass er es in Paris gewinnen würde, doch sein Konkurrent in dieser Wertung, Giro-Sieger 2004 Damiano Cunego, zeigte seine wahrscheinlich beste Leistung in einem Zeitfahren überhaupt und konnte die Wertung für sich entscheiden. Im Gesamtklassement belegten Leipheimer und Fothen die Plätze 13 und 15.
Kurz nach der Frankreich-Rundfahrt startete die Deutschland Tour. Levi Leipheimer ging als Titelverteidiger an den Start und nach seinem Etappensieg auf der 5. Etappe sah es auch sehr gut aus. Doch ein scheinbar unbezwingbarer Jens Voigt machte ihm einen Strich durch die Rechnung. Am Ende wurde Leipheimer Zweiter, der Deutsche Meister im Einzelzeitfahren Sebastian Lang gewann die Bergwertung.
Bei der Eneco Tour konnte Stefan Schumacher den Prolog gewinnen. David Kopp gewann die 6. Etappe. Vor der letzten Etappe lag Schumacher nur knapp hinter dem Führenden George Hincapie. Im Zielsprint des letzten Teilstücks versuchte Schumacher durch eine Zeitgutschrift noch den Gesamtsieg zu erringen. Doch Schumacher wich einer Hand eines Zuschauers aus und kollidierte dabei etwa 50 Meter vor der Ziellinie mit Hincapie. Hincapie kam zu Fall, aber Schumacher konnte weiterfahren und sprintete auf Platz drei, womit er die benötigte Zeitgutschrift erhielt. Hincapie wurde zwar auf dieser Etappe mit derselben Zeit, wie Schumacher gewertet, doch die Bonifikation reichte für eine Führung Schumachers von einer Sekunde. Hincapie's Team Discovery Channel legte gegen die Wertung Einspruch ein, doch die Jury entschied, dass Schumacher's Fahrverhalten, dass zur Kollision führte, nicht regelwidrig war.
Das Wochenende vom 9. bis 10. September war besonders erfolgreich für die Mannschaft. Am 9. September konnte Stefan Schumacher die schwere 6. Etappe der Polen-Rundfahrt vor Teamkollege Fabian Wegmann gewinnen und das gelbe Trikot des Führenden in der Gesamtwertung übernehmen. Am Tag darauf gewann Robert Förster die 15. Etappe der Vuelta a Espana. Das Team hatte bis dahin schon schwere Verluste hinnehmen müssen, da fünf der neun gestarteten Fahrer aufgegeben hatten. Nur wenige Stunden später gewann Stefan Schumacher auch die 7. und letzte Etappe der Polen-Rundfahrt, wodurch er die Führung in der Gesamtwertung verteidigen und nach der ENECO-Tour nun schon die zweite Rundfahrt in Folge gewinnen konnte.
Im Herbst konnten die Gerolsteiner-Fahrer noch einige Akzente setzen. Davide Rebellin erreichte bei der Meisterschaft von Zürich den dritten Platz. Fabian Wegmann war der erste Deutsche, der es auf das Podium bei der Lombardei-Rundfahrt schaffte. Hinter Paolo Bettini und Samuel Sanchez belegte er Platz drei. Damit war auch die ProTour-Saison beendet. Stefan Schumacher kam in der Gesamtwertung auf den zehnten Platz.

### Erfolge in der ProTour
| Datum          | Rennen                        | Fahrer            |
| -------------- | ----------------------------- | ----------------- |
| 12. März       | 7. Etappe Paris–Nizza         | Markus Zberg      |
| 8. Mai         | 3. Etappe Giro d’Italia       | Stefan Schumacher |
| 25. Mai        | 18. Etappe Giro d’Italia      | Stefan Schumacher |
| 28. Mai        | 21. Etappe Giro d’Italia      | Robert Förster    |
| 5. Juni        | 1. Etappe Dauphiné Libéré     | Fabian Wegmann    |
| 4.–11. Juni    | Gesamtwertung Dauphiné Libéré | Levi Leipheimer   |
| 6. August      | 5. Etappe Deutschland Tour    | Levi Leipheimer   |
| 16. August     | Prolog Eneco Tour             | Stefan Schumacher |
| 22. August     | 6. Etappe Eneco Tour          | David Kopp        |
| 16.–23. August | Gesamtwertung Eneco Tour      | Stefan Schumacher |
| 9. September   | 6. Etappe Polen-Rundfahrt     | Stefan Schumacher |
| 10. September  | 7. Etappe Polen-Rundfahrt     | Stefan Schumacher |
| 10. September  | Gesamtwertung Polen-Rundfahrt | Stefan Schumacher |
| 10. September  | 15. Etappe Vuelta a España    | Robert Förster    |

### Erfolge in den Continental Circuits
| Datum             | Rennen                                  | Fahrer                         |
| ----------------- | --------------------------------------- | ------------------------------ |
| 9. Februar        | Trofeo Calvia                           | David Kopp                     |
| 19. Februar       | Prolog Kalifornien-Rundfahrt            | Levi Leipheimer                |
| 1. März           | 1. Etappe Murcia-Rundfahrt              | Heinrich Haussler              |
| 5. März           | 5. Etappe Murcia-Rundfahrt              | Heinrich Haussler              |
| 1. April          | GP Miguel Induráin                      | Fabian Wegmann                 |
| 4. April          | 1. Etappe Circuit Cycliste Sarthe       | Robert Förster                 |
| 4.–7. April       | Gesamtwertung Circuit Cycliste Sarthe   | Stefan Schumacher              |
| 27. April         | 2. Etappe Rheinland-Pfalz-Rundfahrt     | René Haselbacher               |
| 28. April         | 3. Etappe Rheinland-Pfalz-Rundfahrt     | Heinrich Haussler              |
| 26.–30. April     | Gesamtwertung Rheinland-Pfalz-Rundfahrt | René Haselbacher               |
| 27. Mai           | 4. Etappe Bayern-Rundfahrt (EZF)        | Beat Zberg                     |
| 4. Juni           | GP Kanton Aargau                        | Beat Zberg                     |
| 17. Juni          | 4. Etappe Ster Elektrotoer              | Robert Förster                 |
| 23. Juni          | Deutsche Meisterschaft (EZF)            | Sebastian Lang                 |
| 20. Juli          | 1. Etappe Brixia Tour                   | Davide Rebellin                |
| 20.–23. Juli      | Gesamtwertung Brixia Tour               | Davide Rebellin                |
| 29. Juli          | LuK Challenge (Paarzeitfahren)          | Markus Fothen / Sebastian Lang |
| 4. August         | 3. Etappe Dänemark-Rundfahrt            | Robert Förster                 |
| 6. August         | 6. Etappe Dänemark-Rundfahrt            | Robert Förster                 |
| 17. August        | 2. Etappe Rothaus Regio-Tour            | Matthias Russ                  |
| 20. August        | 5. Etappe Rothaus Regio-Tour            | Torsten Hiekmann               |
| 15. September     | 3. Etappe 3 Länder-Tour (EZF)           | Sebastian Lang                 |
| 13.–17. September | Gesamtwertung 3 Länder-Tour             | Sebastian Lang                 |
| 29. September     | 2. Etappe Circuit Franco-Belge          | Heinrich Haussler              |
| 1. Oktober        | 4. Etappe Circuit Franco-Belge          | Heinrich Haussler              |
| 7. Oktober        | Giro dell’Emilia                        | Davide Rebellin                |

## Saison 2007

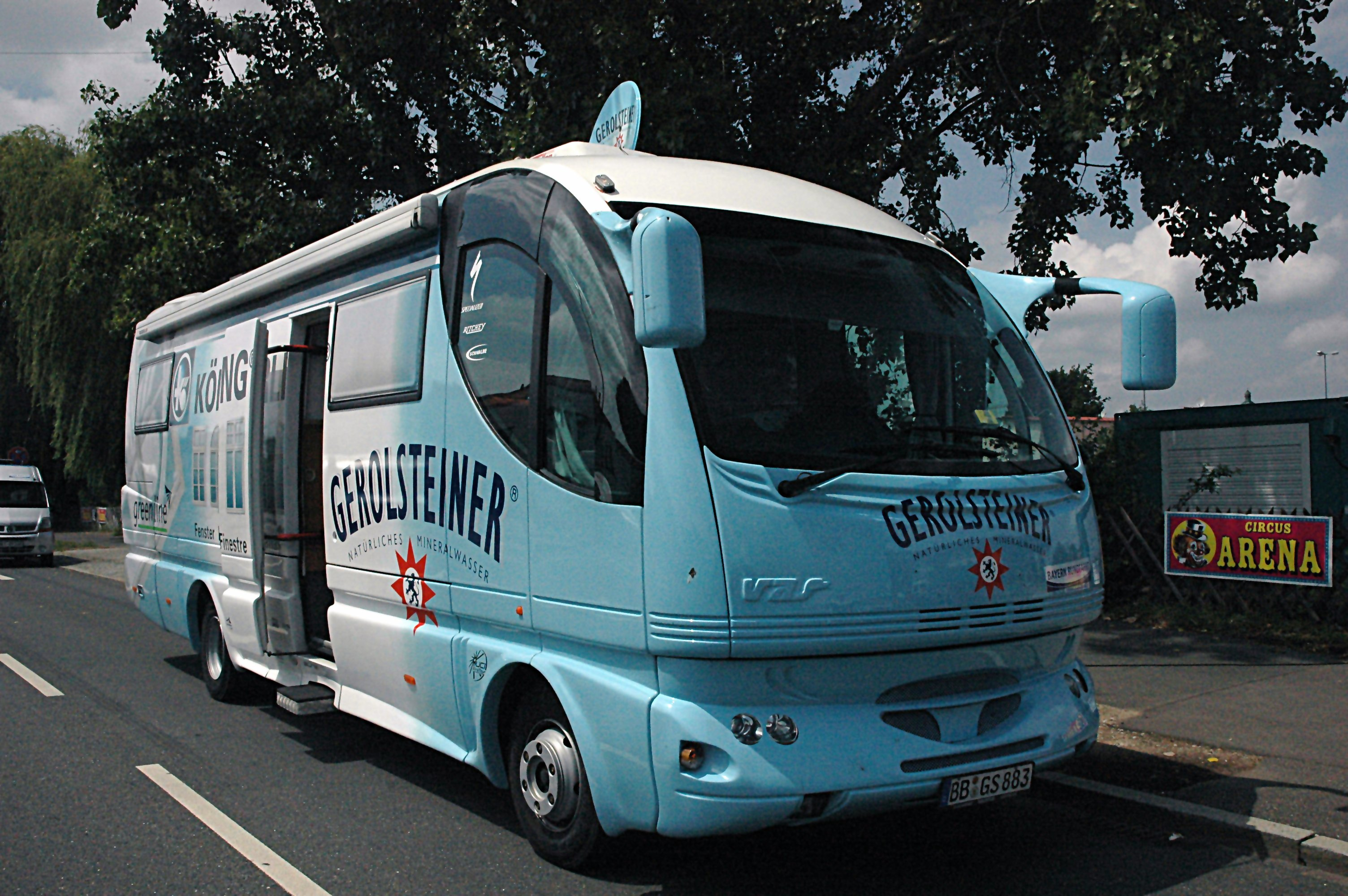
Teambus des Team Gerolsteiner bei der Bayern-Rundfahrt 2007

### Erfolge in der ProTour
| Datum         | Rennen                      | Fahrer            |
| ------------- | --------------------------- | ----------------- |
| 18. März      | 5. Etappe Tirreno–Adriatico | Stefan Schumacher |
| 22. April     | Amstel Gold Race            | Stefan Schumacher |
| 25. April     | La Flèche Wallonne          | Davide Rebellin   |
| 2. Mai        | 1. Etappe Tour de Romandie  | Markus Fothen     |
| 17. Mai       | 5. Etappe Giro d’Italia     | Robert Förster    |
| 11. Juni      | 1. Etappe Dauphiné Libéré   | Heinrich Haussler |
| 10. August    | 1. Etappe Deutschland Tour  | Robert Förster    |
| 11. September | 2. Etappe Polen-Rundfahrt   | David Kopp        |

### Erfolge in der Europe Tour
| Datum             | Rennen                             | Fahrer            |
| ----------------- | ---------------------------------- | ----------------- |
| 30. März          | 4. Etappe Settimana Internazionale | Robert Förster    |
| 29. April         | 5. Etappe Niedersachsen-Rundfahrt  | Heinrich Haussler |
| 2. Juni           | 4. Etappe Bayern-Rundfahrt         | Stefan Schumacher |
| 30. Mai – 3. Juni | Gesamtwertung Bayern-Rundfahrt     | Stefan Schumacher |
| 1. Juli           | Deutsche Straßen-Radmeisterschaft  | Fabian Wegmann    |
| 1. Juli           | Schweizer Straßen-Radmeisterschaft | Beat Zberg        |
| 26. Juli          | 1. Etappe Brixia Tour              | Davide Rebellin   |
| 26.–29. Juli      | Gesamtwertung Brixia Tour          | Davide Rebellin   |
| 12. August        | 1. Etappe Tour de l’Ain            | Beat Zberg        |
| 16. September     | Rund um die Nürnberger Altstadt    | Fabian Wegmann    |

## Saison 2008

### Erfolge in der ProTour
| Datum         | Rennen                     | Fahrer             |
| ------------- | -------------------------- | ------------------ |
| 3. Mai        | 4. Etappe Tour de Romandie | Francesco de Bonis |
| 18. Juni      | 5. Etappe Tour de Suisse   | Markus Fothen      |
| 25. August    | 5. Etappe Eneco Tour       | Carlo Westphal     |
| 20. September | 7. Etappe Polen-Rundfahrt  | Robert Förster     |

### Erfolge in der UCI Europe Tour
| Datum       | Rennen                                  | Fahrer            |
| ----------- | --------------------------------------- | ----------------- |
| 20. Februar | 1. Etappe Algarve-Rundfahrt             | Robert Förster    |
| 22. Februar | 3. Etappe Algarve-Rundfahrt             | Robert Förster    |
| 24. Februar | Tour du Haut Var                        | Davide Rebellin   |
| 9.–16. März | Gesamtwertung Paris-Nizza               | Davide Rebellin   |
| 5. April    | Gran Premio Miguel Induráin             | Fabian Wegmann    |
| 31. Mai     | 4. Etappe Bayern-Rundfahrt              | Stefan Schumacher |
| 1. Juni     | 5. Etappe Bayern-Rundfahrt              | Heinrich Haussler |
| 7. Juni     | GP Schwarzwald                          | Mathias Frank     |
| 11. Juni    | Dutch Food Valley Classic               | Robert Förster    |
| 29. Juni    | Deutsche Straßen-Radmeisterschaft       | Fabian Wegmann    |
| 29. Juni    | Schweizer Straßen-Radmeisterschaft      | Markus Zberg      |
| 8. Juli     | 4. Etappe Tour de France1)              | Stefan Schumacher |
| 26. Juli    | 20. Etappe Tour de France1)             | Stefan Schumacher |
| 27. Juli    | Gepunktetes Trikot Tour de France1)     | Bernhard Kohl     |
| 27. Juli    | 3. Platz Gesamtwertung Tour de France1) | Bernhard Kohl     |
| 24. August  | 5. Etappe Rothaus Regio-Tour            | Markus Fothen     |

1) Ergebnisse bei der Tour der France 2008 der Fahrer Stefan Schumacher und Bernhard Kohl durch französische Anti-Doping-Agentur (ADFL) nachträglich, aufgrund positiver Dopingprobe auf CERA (EPO) aberkannt.

### Team
| Name                | Geburtstag         | Nationalität | Team 2009                       |
| ------------------- | ------------------ | ------------ | ------------------------------- |
| Francesco De Bonis  | 14. April 1982     | Italien      | Serramenti PVC Diquigiovanni    |
| Robert Förster      | 27. Januar 1978    | Deutschland  | Team Milram                     |
| Markus Fothen       | 9. September 1981  | Deutschland  | Team Milram                     |
| Thomas Fothen       | 6. April 1983      | Deutschland  | Team Milram                     |
| Mathias Frank       | 9. Dezember 1986   | Schweiz      | BMC Racing Team                 |
| Johannes Fröhlinger | 9. Juni 1985       | Deutschland  | Team Milram                     |
| Oscar Gatto         | 1. Januar 1985     | Italien      | ISD-Neri                        |
| Heinrich Haussler   | 25. Februar 1984   | Deutschland  | Cervélo TestTeam                |
| Tim Klinger         | 22. September 1984 | Deutschland  | Vorarlberg-Corratec             |
| Bernhard Kohl       | 4. Januar 1982     | Österreich   | Dopingsperre                    |
| Sven Krauß          | 6. Januar 1983     | Deutschland  | Team Halanke.de-Öschelbronn     |
| Sebastian Lang      | 15. September 1979 | Deutschland  | Silence-Lotto                   |
| Andrea Moletta      | 23. Februar 1979   | Italien      | Miche-Silver Cross-Selle Italia |
| Volker Ordowski     | 9. November 1973   | Deutschland  | Karriereende                    |
| Davide Rebellin     | 9. August 1971     | Italien      | Serramenti PVC Diquigiovanni    |
| Matthias Russ       | 14. November 1983  | Deutschland  | Team Milram                     |
| Ronny Scholz        | 24. April 1978     | Deutschland  | Team Milram                     |
| Stephan Schreck     | 15. Juli 1978      | Deutschland  | Karriereende                    |
| Stefan Schumacher   | 21. Juli 1981      | Deutschland  | Dopingsperre                    |
| Tom Stamsnijder     | 15. Mai 1985       | Niederlande  | Rabobank                        |
| Fabian Wegmann      | 20. Juni 1980      | Deutschland  | Team Milram                     |
| Carlo Westphal      | 25. November 1985  | Deutschland  | Team Neotel-Stegcomputer        |
| Peter Wrolich       | 30. Mai 1974       | Österreich   | Team Milram                     |
| Oliver Zaugg        | 9. Mai 1981        | Schweiz      | Liquigas                        |
| Markus Zberg        | 27. Juni 1974      | Schweiz      | BMC Racing Team                 |

## Ermittlungen 2019
Im Zuge einer vom österreichischen Bundeskriminalamt gemeinsam mit der Schwerpunktstaatsanwaltschaft München durchgeführten Dopingrazzia im Rahmen der Nordischen Skiweltmeisterschaft 2019 in Seefeld wurden fünf Wintersportathleten sowie unter anderem ein ehemaliger Mannschaftsarzt des Teams Gerolsteiner festgenommen, der als einer der Drahtzieher des Netzwerks gilt und es wurden Ermittlungen zur Aufklärung der Umstände aufgenommen.

## Bekannte Fahrer
- Andreas Kappes (1998)
- Jörg Ludewig (1999)
- Scott McGrory (1999–2000)
- Sven Teutenberg (1999–2000)
- Hannes Hempel (2001–2002)
- Tobias Steinhauser (2000–2002)
- Udo Bölts (2003)
- Gerhard Trampusch (2003)
- Olaf Pollack (2000–2004)
- Uwe Peschel (1999–2005)
- Torsten Schmidt (2000–2005)
- Danilo Hondo (2004–2005)
- Marco Serpellini (2004–2005)
- Michael Rich (1999–2006)
- René Haselbacher (2000–2006)
- Georg Totschnig (2001–2006)
- Sven Montgomery (2004–2006)
- Frank Hoj (2005–2006)
- Levi Leipheimer (2005–2006)
- Beat Zberg (2004–2007)
- David Kopp (2006–2007)

## Platzierungen in UCI-Ranglisten
UCI-Weltrangliste
| Saison | Mannschaftswertung | Fahrerwertung          |
| ------ | ------------------ | ---------------------- |
| 1998   | 44.                | Andreas Kappes (339.)  |
| 1999   | 12. (GSII)         | Michael Rich (184.)    |
| 2000   | 10. (GSII)         | Michael Rich (98.)     |
| 2001   | 7. (GSII)          | Georg Totschnig (135.) |
| 2002   | 11.                | Davide Rebellin (9.)   |
| 2003   | 6.                 | Davide Rebellin (5.)   |
| 2004   | 3.                 | Davide Rebellin (6.)   |

UCI ProTour
| Saison | Mannschaftswertung | Fahrerwertung           |
| ------ | ------------------ | ----------------------- |
| 2005   | 6.                 | Davide Rebellin (3.)    |
| 2006   | 6.                 | Stefan Schumacher (10.) |
| 2007   | 14.                | Davide Rebellin (2.)    |
| 2008   | 14.                | Markus Fothen (69.)     |